# ولاتکو پاولتیچ
ولاتکو پاولتیچ (انگلیسی: Vlatko Pavletić؛ ۲ دسامبر ۱۹۳۰ – ۱۹ سپتامبر ۲۰۰۷) یک سیاست‌مدار اهل کرواسی بود.